# アイス・ロード
『アイス・ロード』（The Ice Road）は2021年に配信されたアメリカ合衆国のアクションスリラー映画。脚本・監督はジョナサン・ヘンズリー、出演はリーアム・ニーソンとローレンス・フィッシュバーンなど。凍った湖面をトラックで激走する危険な仕事に挑むことになった5人の男女を描いている。
氷上版『恐怖の報酬』との指摘がある。

## プロット
カナダ北部マニトバ州のカトカ鉱山にてガス爆発が起き、26人の鉱山労働者が閉じ込められる崩落事故が発生した。救助のため、坑内の酸素が枯渇する30時間以内にアメリカの施設から岩盤に穴を穿つ「抗口装置」（ウェルヘッド）を運ぶ必要が生じる。そのためには凍結したウィニペグ湖を走る通称「アイス・ロード」を通過する必要があるのだが、既に春先で氷は緩み、30トンの大型トラックで輸送することは危険な任務であった。カトカ社より依頼を受けた熟練のトラック運送屋ジム・ゴールデンロッドは破格の成功報酬20万ドルの提示と、人脈を駆使して急ぎ人員を揃えようとする。
熟練のトラックドライバーのマイクは、腕の立つ整備士だがイラク戦争でPTSDによる失語症を患った弟ガーティと生活していた。家族想いだが気性の荒いマイクは、弟を馬鹿にする者を許さず、暴力沙汰を起こしては弟を連れて職を転々としていた。ゴールデンロッドによる募集を見たマイクは、成功報酬でケンワースの大型トラックを購入し、個人事業主になろうと弟と共に応募する。一方、アメリカ先住民で白人に強い敵意を抱くも、優れた女トラック運転手であるタントゥーも、元上司のゴールデンロッドに声を掛けられ、閉じ込められた労働者の中に兄コディーがいることも知って参加を決める。
ゴールデンロッドはトラック3台による同時輸送計画を立て、自身とマイク、タントゥーの3名を運転手として出発する。ガーティはマイクのトラックに同乗しており、また、タントゥーのトラックにもカトカ社から依頼を受けた保険会社の担当者トム・バルネイが同乗していた。順調な旅に見えたが2日目の昼、突如、ゴールデンロッドのトラックのエンジンが故障して立ち往生し、その対応中に氷が割れて彼はトラックと共に湖に沈む。バルネイは中止して引き返すことを提案するが、マイクとタントゥーは引き返す方が危険だとして、このまま任務を続行することを決める。バルネイは、マイクに近寄ると報酬を独り占めしたいタントゥーがエンジンに細工した可能性があると警告する。
実は鉱山事故は、カトカ社のゼネラルマネージャーで、鉱山の運営責任者であるシックルが営利目的で密かに警報装置を切るように命令していた人災であった。そのため、彼は救助によってそれが明るみになることを恐れていた。そこでシックルは「抗口装置」の輸送失敗による救助失敗というシナリオを立て、バルネイに命じて妨害を企てていた。ゴールデンロッドのエンジンに細工したのはバルネイであり、チームに疑心暗鬼の種をまこうとしていた。
やがてバルネイは本性を現し、マイクのトラックにダイナマイトを仕掛けて湖に落とし、タントゥーを拘束して彼女のトラックで走り去る。マイクとガーティは危機一髪で助かり、バルネイの後を追う。バルネイは最後の仕上げとして事故に見せかけてトラックごとタントゥーを崖に落とそうと企てるもマイクたちが追いつく。激しい攻防戦の末、マイクの奇策で抗口装置をあえて地面に落とすことでそれに巻き込まれてバルネイは死ぬ。その後、マイクは弟と負傷したタントゥーを載せ、残った1台で鉱山へと向かう。最後の難所である古い橋を渡るもこれが崩落し、トラックを守るためにガーティが亡くなる。
多くの犠牲を払いながらも制限時間ぎりぎりにマイクは鉱山へとたどり着く。急ぎ救助活動が始まり、何とか鉱員たちは助かる。真実を知ったカトカのCEOはシックルの解雇を命令し、彼は逮捕される。逮捕の間際、マイクは彼を殴りつける。
3ヶ月後、タントゥーはゴールデンロッドの工場で整備士として働いていた。そこにちょうど、報酬を元手にケンワースの大型トラックを購入して順風満帆な個人事業主に転身したマイクがやってくる。そのトラックのナンバープレートにはガーティがトラックに名付けようとしていた「TRK TRK TRK」（トラック・トラック・トラック）の文字が入っていた。

## 登場人物・キャスト
※括弧内は日本語吹替。
マイク・マッキャン
リーアム・ニーソン（谷昌樹）
熟練のトラックドライバー。腕はあるが気性が激しく、弟の件もあって転職が多い。
ジム・ゴールデンロッド
ローレンス・フィッシュバーン（玄田哲章）
運送会社の経営者。自身も熟練のトラックドライバー。カトカ社の依頼を受け、アイスロード運転手の募集を出す。
トム・バルネイ
ベンジャミン・ウォーカー（虎島貴明）
保険会社社員。カトカ社の依頼を受け、今回の任務の支払いを担当する。輸送チームへの参加を希望し、タントゥーの車両に乗る。
タントゥー
アンバー・ミッドサンダー（田村睦心）
アメリカ先住民の若い女性。白人に強い敵意を抱き、事件を起こして警察署に収監されている。しかし、トラックドライバーとして腕は立つ。
ガーティ・マッキャン
マーカス・トーマス（松川裕輝）
整備士。マイクの弟。イラク戦争に従事し、PTSDから失語症を患っている。整備士としての腕前は高い。
シックル
マット・マッコイ
カトカ社のゼネラルマネージャーでカトカ鉱山の運営責任者。
ランバード
ホルト・マッキャラニー（松川裕輝）
カトカ鉱山の現場責任者。崩落に巻き込まれる。作業員たちのリーダーシップをとる。
コディー
マーティン・センズマイヤー（堀総士郎）
カトカ鉱山の鉱員。タントゥーの異父兄。崩落に巻き込まれる。スカウト経験者で、外部とモールス信号でやり取りする。
トマソン
マット・サリンジャー
カトカ社CEO。鉱山に閉じ込めれた従業員たちの身を案じる。

## 製作
2019年8月22日、ジョナサン・ヘンズリー監督の新作映画にリーアム・ニーソンが出演することになったと報じられた。2020年2月、ローレンス・フィッシュバーンがキャスト入りすると共に、本作の主要撮影がカナダのウィニペグで始まった。2021年3月29日、マックス・アルジが本作で使用される楽曲を手掛けるとの報道があった。6月25日、本作のサウンドトラックとスコアアルバムが発売された。

## 公開・マーケティング
2020年2月20日、本作の劇中写真が初めて公開された。2021年3月1日、Netflixが本作の全米配信権を1800万ドルで購入したと報じられた。5月18日、本作のオフィシャル・トレイラーが公開された。

## 評価
本作に対する批評家の評価は平凡なものに留まっている。映画批評集積サイトのRotten Tomatoesには71件のレビューがあり、批評家支持率は42%、平均点は10点満点で4.8点となっている。サイト側による批評家の見解の要約は「この作品に出演したからと言って、リーアム・ニーソンが一流のアクションスターであるとの評価が揺らぐことはない。しかし、『アイス・ロード』はここ数年のニーソン主演作と同じ欠点、つまり、ストーリーの展開が最初から最後まで予測できてしまうという欠点を有している。」となっている。また、Metacriticには24件のレビューがあり、加重平均値は42/100となっている。

## テレビ放送
| 回 | 放送日       | 放送時間（JST）   | 放送局     | 放送枠             | 備考                      |
| -- | ------------ | ----------------- | ---------- | ------------------ | ------------------------- |
| 1  | 2024年2月5日 | 月曜13:40 - 15:40 | テレビ東京 | 午後のロードショー | 関東ローカル 地上波初放送 |